# مارت کرمون
مارت کرمون (استونیایی: Märt Kermon؛ زادهٔ ۱۷ مهٔ ۱۹۴۰) بازیکن و مربی بسکتبال اهل استونی بود.